# Jirueque
Jirueque è un comune spagnolo di 68 abitanti situato nella comunità autonoma di Castiglia-La Mancia.